# Modou Jadama
Modou Lamin Jadama (Serekunda, Gambia, 17 de marzo de 1994-Atlanta, Estados Unidos, 2 de octubre de 2024)  fue un futbolista estadounidense de origen gambiano. Jugó como defensa central.

## Trayectoria
Nació en Serekunda, Gambia. Jadama pasó por diferentes academias de fútbol estadounidense es posteriormente contratado por la Universidad de Chile, club que lo incorpora a sus divisiones inferiores en 2012. En agosto de 2013 luego de diferencias contractuales con el equipo laico, Jadama se marcha al archirrival Colo-Colo y firma un contrato por dos años con el equipo de Macul luego de gustar al entrenador Gustavo Benítez (de exitoso paso por el club en los noventa) quien lo designó al equipo filial con miras al futuro.
Luego de haber sido bicampeón juvenil con el equipo en 2014 y ser incluso elogiado por Hugo González (histórico del club), Jadama fue ascendido al plantel de honor y debutó el 22 de enero de 2015, en un amistoso ante Santiago Wanderers en Valparaíso, que Colo-Colo ganó 4–3 en los penales, tras haber empatado 1–1 durante el tiempo reglamentario.

### Colo-Colo
Su debut oficial en el primer equipo de Colo-Colo se produjo el 30 de julio de 2015, en el marco de la quinta fecha de la fase de grupos de la Copa Chile 2015, encuentro en el cual el cuadro albo se enfrentó a Huachipato, en el Estadio Monumental, en un partido que terminaría igualado 1 a 1. En aquel compromiso, Jadama ingresó a los 11' debido a la lesión de Julio Barroso, destacando por su velocidad y buen juego aéreo.
El 2 de agosto del mismo año, sería titular en la victoria del cuadro albo por 5-0 ante Ñublense, válido por la misma copa. Lamentablemente, el jugador saldría lesionado a los 14' de juego, debido a que sufrió una rotura del ligamento lateral de la rodilla izquierda que lo tendría cuatro meses alejado de las canchas, ingresando Hardy Cavero en su reemplazo.

### Coquimbo Unido
Debido a que Colo-Colo necesitaba liberar cupos de extranjero para cumplir con la nueva reglamentación de la ANFP, para la temporada 2016-2017 fue enviado a préstamo a Coquimbo Unido, junto a su compañero Daniel Malhue. Su paso por el cuadro pirata fue discreto, jugando sólo cuatro encuentros durante los seis meses que estuvo en el club.

### Tulsa Roughnecks
En marzo de 2017 se confirmó su incorporación al club Tulsa Roughnecks FC de la United Soccer League, tercera competencia más importante en el sistema de ligas de fútbol de los Estados Unidos. Luego de su paso frustrado por el fútbol chileno, por fin encontró la regularidad que tanto añoraba, convirtiéndose en titular indiscutido en la zaga del equipo. Durante la temporada 2017, disputó 34 partidos y anotó 1 gol.

### Portland Timbers
Tras sus buenas actuaciones, en enero de 2018, fue oficializado como nueva incorporación de Portland Timbers, equipo que milita en la Major League Soccer, primera liga en importancia de los Estados Unidos, dando un salto importante en su carrera.

### Atlanta United 2
El 22 de enero fichó por el Atlanta United 2 de la USL Championship.

## Muerte
Jadama falleció en los Estados Unidos el 2 de octubre del 2024 a los 30 años es un accidente automovilístico.

## Estadísticas
Actualizado al último partido disputado el 29 de mayo de 2019.
| Colo-Colo 'B' · Chile                                                                        |               |               |    |   |   |   |   |    |    |      |      |
| 3.ª                                                                                          | 2013-14       | 5             | 0  | — | — | — | — | 5  | 0  | 0.00 |      |
| Total club                                                                                   | Total club    | 5             | 0  | 0 | 0 | 0 | 0 | 5  | 0  | 0.00 |      |
| Colo-Colo · Chile                                                                            |               |               |    |   |   |   |   |    |    |      |      |
| 1.ª                                                                                          | 2015          | —             | —  | 2 | 0 | — | — | 2  | 0  | 0.00 |      |
| Total club                                                                                   | Total club    | 0             | 0  | 2 | 0 | 0 | 0 | 2  | 0  | 0.00 |      |
| Coquimbo Unido · Chile                                                                       |               |               |    |   |   |   |   |    |    |      |      |
| 2.ª                                                                                          | 2016          | 3             | 0  | 1 | 0 | — | — | 4  | 0  | 0.00 |      |
| Total club                                                                                   | Total club    | 3             | 0  | 1 | 0 | 0 | 0 | 4  | 0  | 0.00 |      |
| Tulsa Roughnecks Estados Unidos                                                              |               |               |    |   |   |   |   |    |    |      |      |
| 3.ª                                                                                          | 2017          | 31            | 1  | 3 | 0 | — | — | 34 | 1  | 0.03 |      |
| Total club                                                                                   | Total club    | 31            | 1  | 3 | 0 | 0 | 0 | 34 | 1  | 0.03 |      |
| Portland Timbers Estados Unidos                                                              |               |               |    |   |   |   |   |    |    |      |      |
| 1.ª                                                                                          | 2018          | 1             | 0  | 1 | 0 | — | — | 2  | 0  | 0.00 |      |
| 1.ª                                                                                          | 2019          | —             | —  | — | — | — | — | 0  | 0  | 0.00 |      |
| Total club                                                                                   | Total club    | 1             | 0  | 1 | 0 | 0 | 0 | 2  | 0  | 0.00 |      |
| Portland Timbers 2 Estados Unidos                                                            |               |               |    |   |   |   |   |    |    |      |      |
| 3.ª                                                                                          | 2018          | 27            | 1  | — | — | — | — | 27 | 1  | 0.04 |      |
| 3.ª                                                                                          | 2019          | 12            | 4  | — | — | — | — | 12 | 4  | 0.33 |      |
| Total club                                                                                   | Total club    | 39            | 5  | 0 | 0 | 0 | 0 | 39 | 5  | 0.13 |      |
| Total carrera                                                                                | Total carrera | Total carrera | 79 | 6 | 7 | 0 | 0 | 0  | 86 | 6    | 0.07 |
| (1) Incluye datos de Copa Chile y U.S. Open Cup. (3) No incluye goles en partidos amistosos. |               |               |    |   |   |   |   |    |    |      |      |

## Palmarés

### Campeonatos juveniles
| Título                    | Club      | País  | Año  |
| ------------------------- | --------- | ----- | ---- |
| Torneo Clausura Sub-19    | Colo-Colo | Chile | 2014 |
| Duelo de Campeones Sub-19 | Colo-Colo | Chile | 2014 |